# Håvard Solbakken
Håvard Solbakken (* 9. August 1973) ist ein ehemaliger norwegischer Skilangläufer. 
Bei der Nordischen Skiweltmeisterschaft 2001 im finnischen Lahti gewann Solbakken die Bronzemedaille im Sprintwettbewerb. 2000 konnte er den dritten Gesamtrang in der Sprintwertung des Skilanglauf-Weltcups erkämpfen.
Nach der Saison 2005/06 beendet Solbakken seine aktive Karriere.